# Massino Visconti
Massino Visconti (piemontiul: Massin) település Olaszországban, Piemont régióban, Novara megyében. Lakosainak száma 1130 fő (2023. január 1.). Massino Visconti Brovello-Carpugnino, Nebbiuno, Armeno és Lesa községekkel határos.

## Népesség
A település lakossága az elmúlt években az alábbi módon változott:
| Lakosok száma | 1032 | 1052 | 1130 |
|               | 2017 | 2018 | 2023 |